# Vestinische Sprache
Die vestinische Sprache wurde im antiken Italien von den Vestinern gesprochen, die in den Abruzzen siedelten. Sie gehört zur nordoskischen Gruppe der italischen Sprachen und ist eng mit der marrukinischen Sprache verwandt.

## Überlieferung
Wie für die marrukinische Sprache sind nur sechs Texte überliefert. Alle diese überlieferten Texte sind im lateinischen Alphabet geschrieben.
Folgende sechs Texte sind bisher bekannt: zwei Weihinschriften (eine aus Navelli und eine aus Peltuinum), drei Bauinschriften (zwei aus San Benedetto in Perillis und eine aus Pescosansonesco) und eine Grabinschrift aus Torre de’ Passeri.